# 吴绍吉
吴绍吉，南海人，清朝政治人物。拔贡出身。
吴绍吉曾于同治二年(1863年)接替高会嘉任邵武府知府一职，同治四年(1865年)由张梦元接任。